# Donje Crkvice
Donje Crkvice (cyr. Доње Црквице) – wieś w Czarnogórze, w gminie Nikšić. W 2011 roku liczyła 47 mieszkańców.